# Pepe Escobar
Pepe Escobar (ur. 1954) – brazylijski publicysta. Stały felietonista czasopisma Asia Times Online, komentator i analityk telewizji RT. Współpracownik Al-Dżaziry i portalu The Real News, także wielu stacji radiowych w internecie. Mieszka i pracuje w Londynie, Paryżu, Mediolanie, Los Angeles, Waszyngtonie, Bangkoku i Hongkongu.
Od 1990 roku koncentruje swoją aktywność dziennikarską (reportaże, felietony, korespondencje) na terenie Azji Środkowej oraz Bliskiego Wschodu, ze szczególnym uwzględnieniem problematyki współczesnego Afganistanu. W sierpniu 2000 roku Escobar oraz dwóch innych dziennikarzy zostało aresztowanych przez talibów, oskarżono ich o robienie zdjęć podczas meczu piłki nożnej. Rok później przeprowadził wywiad z Ahmadem Szahem Masudem, przywódcą militarnego Sojuszu Północnego, na krótko przed jego zabójstwem.
Jego artykuł Get Osama! Now! Or else..., został opublikowany przez Asia Times Online na dwa tygodnie przed atakami z 11 września 2001 roku.

## Wybrane publikacje książkowe
- Escobar, P. 2007, Globalistan: How the Globalized World is Dissolving into Liquid War, Nimble Books.
- Escobar, P. 2007, Red Zone Blues: A Snapshot of Baghdad During the Surge, Nimble Books.
- Escobar, P. 2009, Obama Does Globalistan, Nimble Books.